# اکدر، هوپا
اکدر، هوپا (به لاتین: Akdere, Hopa) یک منطقهٔ مسکونی در ترکیه است که در استان آرتوین واقع شده‌است.

## خصوصیات
اکدر ۱۳۰ نفر جمعیت دارد.